# 노간주나무
노간주나무(문화어: 노가지나무, 학명: Juniperus rigida 유니페루스 리기다[*], temple juniper)는 측백나무과에 속하는 늘푸른큰키나무이다.

## 특징
수고는 6~9m(최대 10~15m)이고 흉고직경이 20~25cm(최대 1~1.3m)이며 수령은 최대 200년에 달한다. 자연 상태에서는 소나무처럼 자라는 습성이 있다.

### 가지와 나무껍질
나무껍질은 나이 든 나무의 경우 향나무처럼 세로로 갈라미며 흑갈색이다. 가지는 털이 없고, 1년생 가지는 연황록색으로 삼각 기둥이며, 2년생 가지는 흑갈색을 띠나 3년샌무토는 회갈색이 되면서 둥글어진다. 겨울눈은 달걀모양으로연녹색이고 끝이 뾰족하며 길이는 약 1.5mm이다.

### 잎
잎은 3장이 모여나고(輪生) 직각으로 달리며 삼각형이고 길이는 12~20mm이다.(노목의 경우 잎의 길이는 12mm 이하이다.) 잎 끝은 뾰족하거 짙은 녹색 또는 황록색이며, 겨울에는 색이 적갈색으로 변한다. 가지와 마찬가지로 밑으로 처진다.
씨앗에서 나온 1년생 가지의 잎의 가짓수가 4열이며, 2년생 가지부터는 잎의 가짓수가 3열로 줄어든다.

### 꽃과 열매
꽃은 잎겨드랑이에 달리며, 5월에 꽃니 피고 이듬해 10월에 열매가 흑색으로 익는다. 수구화수는 달걀 모양으로 전년생 가지에 1~3개씩 달리며 거의 대가 없고 길이 4.5~6mm, 지름 3~4mm이다. 20개 정도의 포린으로 이루어져 있는데, 녹갈색이며, 포의 가장자리가 거의 밋밋하고 밑에 4~5개의 노란 꽃밥이 달린다.
암구화수는 원형으로 전년생 가지에 1개씩 달리고 지름이 3mm이다. 9개의 포린으로 이루어져 있고 녹색 또는 녹갈색이며, 그 중 3개의 포린은 육질로 끝이 뾰족하다. 배주는 3~4개이다.
구과는 구형 또는 타원형으로 길이가 7~8mm이며 최대 11mm에 이른다. 합쳐진 실편은 끝에서 3개로 갈라지며 밑에 9개의 포린이 달리고, 자주빛이 감도는 흑색으로 익으며 끝 주변으로 백색가루가 생긴다.
씨앗은 달걀 모양으로 구과 하나에 3개씩 들어있지만 4개 또는 하나씩 들어있기도 하다. 길이 6.5mm, 폭 4.5mm이며 갈색이다.

## 생태
이 나무는 토양이 척박하거나 건조한 곳에서도 잘 자라며, 씨앗의 껍질이 두꺼워 새가 먹었을 때에 소화되지 않은 채로 멀리 퍼질 수 있는 특성이 있다. 잎이 뾰족해 마소[馬牛] 등의 초식동물이 잎을 먹기 까다롭게 되어있다. 한국의 석회암 지대에서도 잘 자란다.
어릴 때의 성장은 느리다. 강양수[强陽樹]이나 소나무보다는 덜한 편이며, 그늘 밑에서는 거의 자라지 못한다. 열매는 나무가 자란 지 15년에 도달했을 때에 맺기 시작해 2~3년마다 종자를 많이 생산한다. 원대와 가지가 모두 위를 향하며 자라기 때문에 빗자루 모양의 수형[樹形]이 된다. 그러나 원대 및 가지의 끝은 밑으로 처진다.
참나무류와 섞여 자라나, 참나무류가 무성하게 크면 양수의 특성상 그림자에 가려져 성장에 방해되어 점차 사라지게[죽게] 된다.

## 쓰임새
변재는 연황색이고 심재는 연홍색으로 향기가 나나 향나무보다는 약하다. 보존 기간이 길고 내습성이 있어 통으로도 만들 수 있으나 보통 큰 나무를 구하기 힘들어 어렵다. 열매로 두송주를 담가먹는다. 분재로도 이용한다.